# Patellacythere
Patellacythere is een geslacht van uitgestorven kreeftachtigen uit de klasse van de Ostracoda (mosselkreeftjes).

## Soorten
- Patellacythere aksuensis (Andreev, 1966) Gruendel & Kozur, 1972 †
- Patellacythere alexanderi (Howe & Chambers, 1935) Hazel, Mumma & Huff, 1980 †
- Patellacythere bicostata Wilkinson, 1988 †
- Patellacythere bolliaformis (Veen, 1936) Gruendel & Kozur, 1972 †
- Patellacythere centroscrobiculata (Andreev, 1966) Gruendel & Kozur, 1972 †
- Patellacythere comptonae Hazel, 1980 †
- Patellacythere gruendeli Herrig, 1981 †
- Patellacythere minuta (Kozur, 1968) Gruendel & Kozur, 1972 †
- Patellacythere musei (Stephenson, 1946) Gruendel & Kozur, 1972 †
- Patellacythere obtusifrons (Triebel & Bartenstein, 1938) Gruendel & Kozur, 1972 †
- Patellacythere opalina (Triebel & Bartenstein, 1938) Gruendel & Kozur, 1972 †
- Patellacythere paravulsa Brand, 1990 †
- Patellacythere parva Weaver, 1982 †
- Patellacythere spitiensis Goel, Kozur & Srivastava, 1984 †
- Patellacythere ungulina (Triebel & Bartenstein, 1938) Gruendel & Kozur, 1972 †
- Patellacythere wallacei (Howe & Lea in Howe & Law, 1936) Hazel, Mumma & Huff, 1980 †
- Patellacythere williamsi (Stephenson, 1946) Gruendel & Kozur, 1972 †
- Patellacythere youngi (Howe & Lea in Howe & Law, 1936) Hazel, Mumma & Huff, 1980 †